# Keller Grundbau

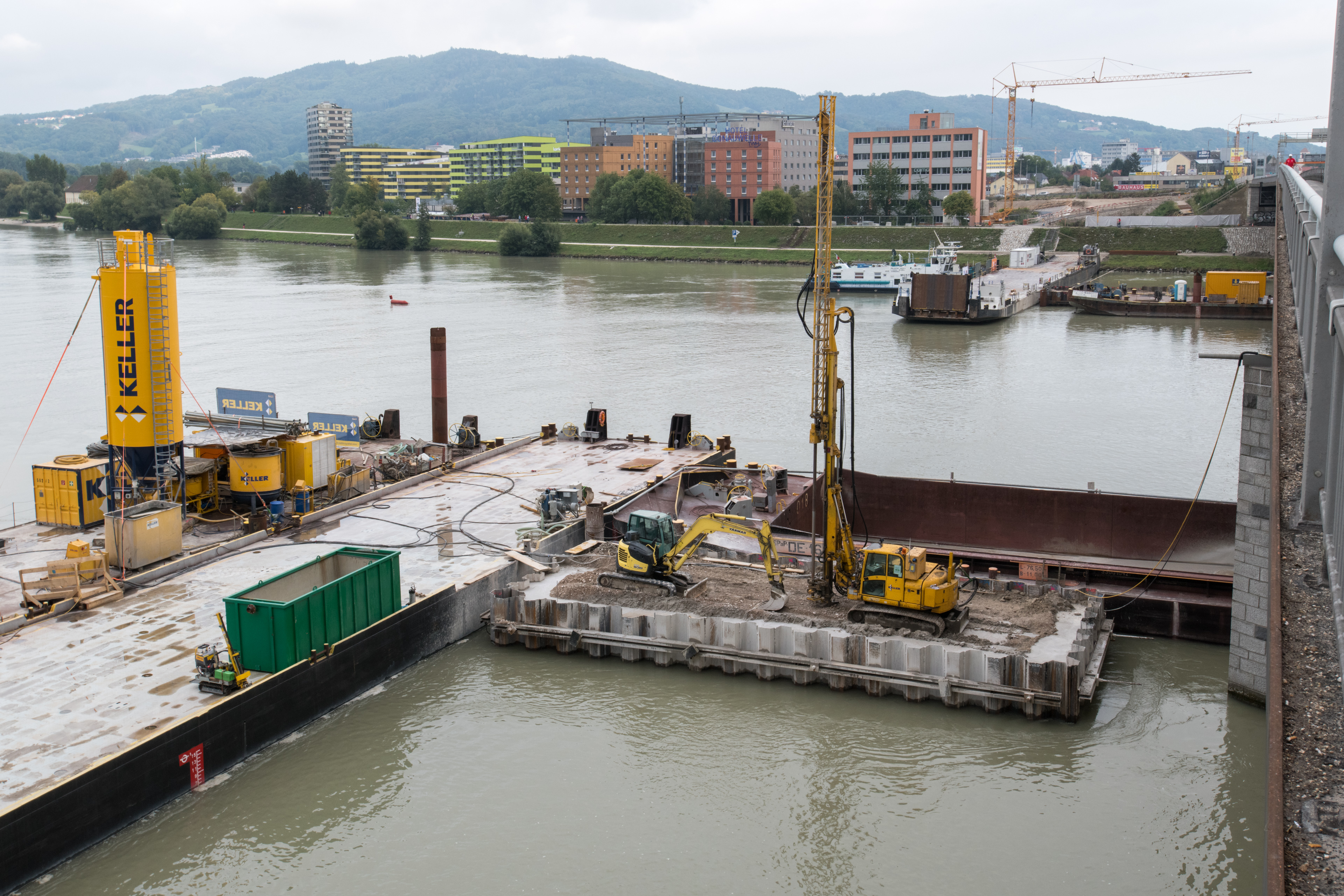
Keller bei Fundierungsarbeiten für die "Bypassbrücken" der Linzer - Voestbrücke im September 2018

Die Keller Grundbau GmbH ist ein Geotechnik-Spezialist und deutsche Tochtergesellschaft der übergeordneten in London angesiedelten Holding Keller Group plc, deren ursprüngliche Keimzelle die 1860 im badischen Renchen gegründete Firma Johann Keller war. Die Keller Group hat Niederlassungen in über 40 Ländern.
Das Deutschland-Geschäft wird vom Hauptsitz in Offenbach gesteuert, für das operative Geschäft sind die zehn Niederlassungen in Berlin (Oranienburg), Bochum, Hamburg-Harburg, Hannover (Isernhagen), Offenbach, Leipzig, München (Garching), Renchen, Stuttgart und Würzburg verantwortlich. Leiter Zentraleuropa (neben Deutschland auch Beneluxländer) ist Manuel Stelte. Seine Vorgänger waren Uwe Hinzmann und Wolfgang Sondermann.
Das Leistungsspektrum erstreckt sich über den gesamten Spezialtiefbau – von Gründungen über Komplett-Baugruben, Grundwasserabdichtungen, Baugrundverbesserung wie Düsenstrahlinjektion (bei Keller Soilcrete genannt) und Tiefenrütteln, Baugrunderkundungen, Unterirdisches Bauen bis hin zur Bestandssicherung.
Keller beschäftigt weltweit mehr als 10.000 Mitarbeiter und erwirtschaftet rund 2,3 Mrd. €. In Deutschland beschäftigt Keller mehr als 500 Mitarbeiter und erwirtschaftet einen Umsatz von 120 Mio. €.
In den USA zählen Hayward Baker und McKinney Drilling zum Konzern.

## Geschichte
Keller wurde 1860 vom Brunnenbaumeister Johann Keller (1833–1908) in Renchen gegründet (wo heute noch eine Niederlassung von Keller ist). 1900 hatte das Unternehmen rund 150 Mitarbeiter und wurde im selben Jahr an den Ingenieur Johann Degen (1862–1903) verkauft, da Johann Keller erkrankt war und keine Nachkommen hatte (er leitete das Unternehmen noch bis zu seinem Tod weiter). Keller expandierte im Besitz der Familie Degen und der Sitz wurde 1930 nach Frankfurt am Main verlegt. Nachdem schon in den 1930er Jahren im Rahmen eines Großauftrags für eine Wasserversorgungsanlage in Lissabon eine Filiale in Portugal errichtet wurde, expandierte Keller auch durch Zukäufe nach dem kriegsbedingten Wiederaufbau in den 1960er Jahren stark ins Ausland. 1974 wurde Keller vom britischen Technologie-Konzern Guest, Keen and Nettelfolds (GKN) übernommen (danach nannte sie sich ab 1976 bis 1990 GKN Keller) und verlegte seinen Sitz von Frankfurt ins nahe Offenbach. 1994 ging die Holding Keller Group plc in London an die Börse.
Keller machte schon in den 1930er Jahren durch die Entwicklung eines eigenen Tiefenrüttelverfahrens (Patent 1933, erster Auftrag 1936) zur Baugrundverbesserung auf sich aufmerksam (zuerst bei Demonstrations-Versuchen im Rahmen der Gründung der Kongresshalle Nürnberg). 1939 erreichte man damit in Berlin eine Verdichtungstiefe von 35 m. Ein weiterer Schwerpunkt waren Grundwasserabsenkungen, zum Beispiel beim Bau der Berliner U-Bahn 1934 bis 1939. Ein frühes Großprojekt war dabei die vierte Hafeneinfahrt in Wilhelmshaven (dort hatte Keller schon in den 1930er Jahren eine Filiale), wo Keller 1937 bis 1942 die Grundwasserabsenkung mit Großfilterbrunnen durchführte.
In den 1970er Jahren wurden neue Tiefenrüttler und Rüttler für vermörtelte Stopfsäulen (zuerst 1976) und Betonrüttelsäulen entwickelt. Der erste Soilcrete Auftrag in Deutschland erfolgte 1979 und die Anwendung der Injektion im Soilfrac Verfahren (mit dem zum Beispiel Bauwerksanhebungen möglich sind) erfolgte erstmals 1986.